# Laonikos Chalkokondyles
Laonikos Chalko(ko)ndyles (mittelgriechisch Λαόνικος Χαλκοκονδύλης * um 1430; † um 1490) war ein byzantinischer Geschichtsschreiber. Er stammte aus einer vornehmen Familie aus Athen (das zum damaligen Zeitpunkt von der florentinischen Familie Acciaiuoli regiert wurde), wo er um 1430 geboren wurde. Sein Vater Georgios spielte zunächst eine wichtige Rolle in der Stadtverwaltung, wurde aber 1435 mit der Familie auf die Peloponnes verbannt. Dort wurde Laonikos durch Georgios Gemistos Plethon unterrichtet.
Als junger Mann trat Laonikos, der fließend Latein beherrschte, in den Dienst des byzantinischen Kaisers Konstantins XI. in Konstantinopel. Die Eroberung von Konstantinopel im Jahr 1453 erlebte er allerdings nicht selbst. Wo er sich danach aufhielt, ist unklar, vielleicht ist er nach Italien ausgewandert (wo sich ja auch schon sein berühmter Verwandter Demetrios Chalkokondyles seit 1447 aufhielt). In der neueren Forschung wird ein Italienaufenthalt allerdings als eher unwahrscheinlich angesehen.
Laonikos verfasste ein griechischsprachiges Geschichtswerk in zehn Büchern, das vor allem die Zeit der osmanischen Eroberungsfeldzüge bis 1463 erzählt; das erste Buch endet 1398, die nachfolgende Erzählung wird zunehmend detaillierter. Im Mittelpunkt der post-byzantinischen Universalgeschichte steht der Niedergang von Byzanz und der Aufstieg der Osmanen. Laonikos orientierte sich bei seiner Schilderung (in die auch Exkurse eingebaut sind) eng an den antiken Klassikern: So wie Herodot die Perserkriege beschrieben hat, wollte Laonikos die osmanische Eroberung von Byzanz erzählen und zwar im Rahmen eines alten Gegensatzes von Asien und Europa ganz aus griechischer Perspektive. Stilistisch orientierte er sich allerdings an Thukydides, das Werk ist entsprechend sprachlich anspruchsvoll; irritierend ist, dass Laonikos so gut wie keine Zeitangaben bei der Abfolge der Ereignisse bietet. Zu seinen Quellen zählten vor allem mündliche Berichte verschiedener Herkunft, auf schriftliche Quellen scheint er sich kaum gestützt zu haben.

## Ausgaben und Übersetzungen
- Anthony Kaldellis (Hrsg.): Laonikos Chalkokondyles. The Histories. 2 Bände. Harvard University Press, Cambridge, MA/London 2014. [griechischer Text und englische Übersetzung]